# Tudomány
A tudomány a bennünket körülvevő világ megismerésére irányuló tevékenység és az ezen tevékenység során szerzett igazolt (tesztelt vagy bizonyított) ismeretek gondolati rendszere. A tevékenységnek bárki által megismételhetőnek kell lennie és végeredményben azonos eredményre kell vezetnie ahhoz, hogy az eredményt tudományos eredménynek nevezhessük.
Az egyetemes tudomány fejlődéséhez hozzájárul (többek között) a felsőoktatás az intézményeiben folyó kutató-, alkotó művészeti munka, az új tudományos eredmények és alkotások létrehozásával, a korszerű ismeretek átvétele és továbbadása által, továbbá a kiemelkedő képességű tehetségek tudományos szintű felkészítése révén.
Tudományterületek: a természettudományok, bölcsészettudományok, és társadalomtudományok, valamint ezek alkalmazott területei (pl. műszaki tudományok, agrártudományok, orvostudományok) amelyek tudományágakra tagozódnak.
Tudomány pl.: a történettudomány, bár a történelem nem megismételhető, de annak megismerése a történeti források alapján lehetséges. Ez lényegében ugyanaz, mint a tudomány esetében általában. A világ nem megismételhető, de megismerhető.
A tudományos ismeretek folyamatosan új ismeretekkel bővülnek, kiegészítve tudásunkat és pontosítva az elavult, pontatlannak bizonyult tudáselemeket.

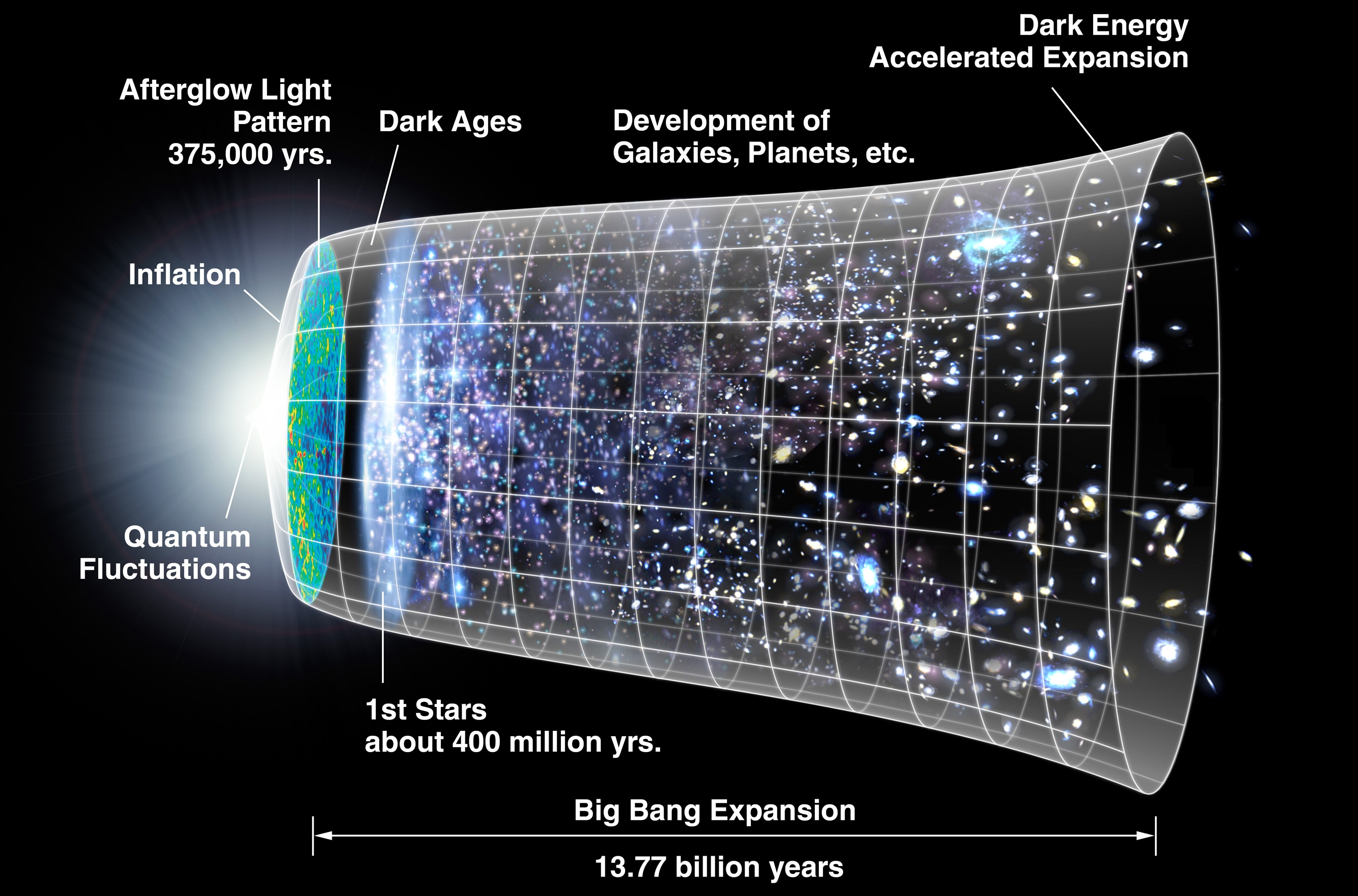
A világegyetem megismerhető és nem megfigyelhető részeinek hipotetikus művészi ábrázolása

## A tudomány mint megismerő tevékenység
- Régies értelemben tudománynak, filozófiának vagy bölcseletnek nevezték a megismerő tevékenységek minden formáját, így a szűkebb (mai értelemben vett tudományágakon kívül) a művészeteket, a világnézeti gondolkodást, vallásos és mitológiai tanokat, szakmai tapasztalatokat, technikai ismereteket, megfigyeléseket, elmélkedéseket. A megismerés útjainak tekintették többek között a rációt, emóciót, intuíciót, meditációt és az imát is.
- Mai fogalomhasználatunkban a tudomány ennél jóval szűkebben értelmezett. Mint tevékenység csak azokat a megismerési formákat jelenti, amelyeket meghatározott módon tudományos módszer alapján végeznek. A tudományos módszertan mibenlétéről eltérő tudományfilozófiai iskolák, álláspontok léteznek. Valójában mára annyi tudományfilozófiai iskola létezik, ahány eredeti gondolkodó ezzel a kérdéssel egyáltalán foglalkozni kezdett. Ezen tudományfilozófiai iskolák döntő többsége azonban a tényleges tudományos módszertanra szinte semmilyen hatást sem gyakorolt. Az egyes tudományágakban azok sajátos igényei szerint eltérő álláspontok váltak uralkodóvá. A legtöbb empirikus tudomány, különösen pedig az egzakt természettudományok területén a ténylegesen alkalmazott tudományos módszertanra szinte kizárólag a kartéziánus felfogás (René Descartes (1596-1650) nevével fémjelzett elgondolások), majd a 20. század folyamán a popperiánus tudományelmélet (Karl Popper (1902–1994) nevével fémjelzett iskola) gyakorolt jelentősebb hatást. A tudományos módszerről napjainkban is intenzíven folyó tudományelméleti viták eddig lényegében a tudományfilozófia berkein belül maradtak.
- E szűkített értelmezés miatt a világ tudományos alapon nem ismerhető meg a maga teljességében.

## A tudomány társadalmi szerepe
Harry Collins brit tudományszociológus a tudomány társadalmi szerepét a következőképpen fogalmazta meg:

„A tudomány fontosabb, mint az eredményei. Fontossága abban rejlik, hogy a posztmodernizmus, a populizmus, az összeesküvés-elméletek  és az internet korában a tudomány az igazság egyik közéleti védőbástyája. A tudományos szakértelem egyike azoknak a „fékeknek és ellensúlyoknak”, amelyek a demokráciát megkülönböztetik az „emberek akaratával” igazolt fasizmustól.”

– Harry Collins

## A tudományos forradalmak szerkezete
A tudományos forradalmak szerkezete (SSR), Kuhn fő műve eredetileg cikként jelent meg az Egyesített Tudomány Nemzetközi Enciklopédiájában. Könyvében azt mutatta be, hogy a tudomány nem az új ismeretek lineáris felhalmozódásával halad előre, hanem időszakos forradalmakon megy keresztül, melyeket „paradigmaváltásoknak” is nevezett – ezek során a tudományos érdeklődés egy bizonyos területen hirtelen alakul át.
A tudomány általában három különböző szakaszra osztható. Az első a megsejtés, melyből hiányzik a központi paradigma. Ezt követi a „szokásos” tudomány, amikor a tudósok „puzzle – kirakással próbálják meg szélesíteni a központi paradigmát. A paradigma által vezérelve a normál tudomány rendkívül produktív: „ha a paradigma sikeres, a szakmabeliek olyan problémákat fognak megoldani, amit a tagok aligha hittek, és soha nem vállaltak volna a paradigma iránti elkötelezettség nélkül.”
A normál tudomány időszakában a paradigmához való alkalmazkodás sikertelenségét nem a paradigma megcáfolásának tekintik, hanem a kutató hibájának, szemben Popper cáfolati kritériumával. Amint anomáliás eredmények jönnek létre, a tudomány eléri a krízist, amely ponton egy új paradigmát fogadnak el, amely egy keretbe foglalja össze a régi eredményeket az anomáliás eredményekkel. Ezt nevezik forradalmi tudománynak.
A tudományos forradalmak szerkezetében Kuhn azt is kifejti, hogy a rivális paradigmák összemérhetetlenek, vagyis egy paradigmát nem lehet megérteni egy másik rivális paradigma fogalmi keretén és terminológiáján keresztül.
Összefoglalva kijelenthető, hogy Kuhn jelentősen hozzájárult ahhoz, hogy tudományosan tisztázzuk a tudomány ismeretelméleti és társadalmi vonatkozásait és szerepét, amihez történetének megismerésén és megértésén át is vezet az út.

## A tudományos közösség
- Legtágabb értelemben a tudományos közösség tagjának tekintik mindazon személyeket, akik tudományos kutatással foglalkoznak és annak eredményeit tudományos közleményekben publikálják. Ezt az értelmezést teszik magukévá például a nemzetközi botanikai és zoológiai nevezéktani kódexek, amelyek szerint az a botanikus vagy zoológus aki legalább egy tudományos műnek szerzője.
- A tudományos részközösségek általában ennél sokkal szűkebb körben definiálják önmagukat. Tudósnak, kutatónak csak olyan személyeket tekintenek, akik államilag is elismert tudományos képzésben részesültek, annak keretében felkészültségükről, kompetenciájukról érdemben számot adtak, majd ennek eredményei alapján az erre akkreditált testületek valamelyike számukra tudományos fokozatot, címet vagy minősítést ítélt oda, ezt követően pedig törvényekben és szabályzatokban meghatározott rituális szabályok szerint a tudományos közösségbe befogadták, beavatták őket. A megfelelő számú és színvonalú tudományos publikációs tevékenység tehát csak az egyik előírt, feltétlenül szükséges, de önmagában nem elégséges törvényesen előírt kritérium.

Magyarországon például ennek módja a felsőoktatási törvényben meghatározott doktori (PhD) eljárás, majd a fokozat egyetemi tanácsok általi odaítélése, valamint az államilag előírt doktori eskü és a hivatalos doktorrá avatási ceremónia. Ezt követően a már felavatott doktornak még kérnie kell a Magyar Tudományos Akadémia Köztestületébe való felvételét, amely a hazai tudományos közösség törvényben és jogszabályokban elismert szervezete.

## A tudomány mint a tudományos közösség kollektív produktuma
- Legtágabb értelemben tudománynak (mint produktumnak) a tudományos közösség tagjai által, tudományos módszertan alapján végzett kutatómunka során előállított és a tudományos közösség által elfogadott orgánumokban, meghatározott szabályok szerint tudományos közlemények (folyóiratcikkek, konferenciakötetek, tudományos könyvek) formájában publikált ismeretek halmazát tekinthetjük.
- A tudomány fogalmát ennél általában sokkal szűkebben határozzák meg, amikor fenti ismerethalmazból csupán az egymással összefüggésben is értelmezett, szintetizált és a tudományos közösség által széles körben elfogadott, (testületek, szervezetek, társaságok, szerkesztőbizottságok, vagy egyetemi műhelyek által kanonizált) úgynevezett igazolt ismeretek gondolati rendszerét nevezik tudománynak. Ebből a fogalomból ez esetben kirekesztik a tudományos kutatás folyamatában már felmerült, de még ki nem érlelt hipotéziseket, elméleteket. A tudomány tartalmát természetesen még ezen szigorúbb értelmezés szerint sem tekinthetjük állandónak, hiszen egy ma általánosan elfogadott, a jelen lehetőségeink között körültekintően igazolt, egyetemeken tanított ismeretről később kiderülhet, hogy téves. Ez esetben a kérdéses ismeret az aktuálisan (a tudomány mindenkori állása szerint) kanonizált tudományból a tudománytörténet lapjaira kerül.

## A tudomány és a nemzeti identitás kapcsolata
Különös jelentőségük van a tudományokban a nemzeti nyelveken írt könyveknek. A Magyar Tudományos Akadémia létrehozói e nemzeti intézmény küldetését a hazai tudomány művelése mellett a nemzeti nyelv ápolásában jelölték meg, amelynek elengedhetetlen eleme a szaknyelv ápolása, és a hatályos akadémiai törvény és alapszabály ezt a kiemelt feladatot ma is előírja. Az igényes idegen nyelvű megnyilvánulás nem alapulhat máson, mint a hasonlóképp vagy még inkább kiművelt anyanyelvi kifejezőkészségen, ahol minden egyes szó vagy kifejezés árnyalatait is érzékeljük. Mindez nem mond ellent annak, hogy az igazi tudós elmének ki kell tennie magát minél szélesebb közvélemény intenzív kritikájának. A tudomány nemzetközi volta mindig kitermeli a lingua academicát, amely ma az angol. Az angol nyelvű folyóiratok kiemelt szerepét bár sok szempont indokolhatja, de mind a világgazdaságban végbemenő és új gravitációs központokat eredményező változások, mind a kommunikáció és tudományos kutatások terén is felgyorsult globalizáció egyre inkább kérdésessé teszi az angol nyelv egyeduralmát.
Ha a kutatók tudományuk művelésében nem a két-, vagy többnyelvűségi, hanem az angol egynyelvű modellt követnék, akkor a felsőoktatás sem lehetne egy idő után más, mint angol egynyelvű. Ha a felsőoktatás teljesen angol nyelvűvé válna, akkor […] kérdésessé válna az anyanyelv versenyképességének megmaradása.

## A tudomány filozófiai meghatározása
A tudomány a megismerésnek (ld. episztemológia) bizonyos nézetek szerinti kitüntetett, más nézetek szerint csupán az egyik fajtája. A tudomány szó eredetét tekintve a magyarban és a legtöbb más nyelvben is a tudásra utal (a latin scientia jelentése ’tudás’).
Nincs teljes konszenzus és pontos meghatározás arról, hogy mi határozza meg a tudományt. Ezzel a kérdéssel a tudományfilozófia foglalkozik. A különféle nézetek szerint a tudományra vagy az jellemző, hogy a megismerést módszeresen, egy bizonyos formális vagy informális metodika szerint végzi, és/vagy egy bizonyos intézményrendszer, valamint a tudósok közösségének egy fajta hallgatólagos paradigmája jellemző rá.

### Internalizmus
A történelmileg korábbi, ún. internalizmus nézet szerint a tudományt egy bizonyos tudományos módszer határozza meg, amelyről ezen nézet legtöbb képviselői szerint belátható, hogy hatékony, vagy a leghatékonyabb ismert, vagy az egyetlen módszer. Az internalizmus elnevezés itt azt jelenti, hogy a tudomány egy döntő részt önmaga által meghatározott diszciplína, elméletei a valóságtól, mint tárgytól, a metodikától függenek csak, nem pedig az ember más körülményeitől. Pongyolán fogalmazva az elméletek elfogadását objektív módszerek határozzák meg, és nem függenek szubjektív tényezőktől. A tudomány így a megismerés egy kitüntetett módja, vagy egyenesen a legjobb, esetleg egyetlen módja. Jellemző rájuk a realista felfogás is. Ezen nézet képviselői a tudományfilozófia legfontosabb vagy kizárólagos feladatának a tudományos módszer logikai analízisét tekintik.
A tudomány ezen módszerére jellemző a logikai konzisztenciára való törekvés, a illetve a logikai levezetés használata, és igazolt ismeretek elfogadása. Az igazolás mikéntje különbözik az ún. absztrakt tudományoknál, és a tapasztalati tudományoknál.
1. A matematikában, amely absztrakt tudomány, igazolásként azt követelik meg, hogy egy tétel egy bizonyos axiómarendszerben az axiómákból közvetlenül vagy közvetve bizonyítható legyen.
2. A tapasztalati tudományokban egy elmélettől azt követelik meg, hogy olyan empirikus következményei legyenek, amelyek empirikusan ellenőrizhetőek. Ezen empirikus következmények ellenőrzése igazolhatja az elméletet.

A tapasztalati tudományokban az igazolás gyengébb, mint a bizonyítás, emiatt az elméletek elfogadása egy bonyolultabb, és több vitára okot adó kérdés. Erről bővebben lásd a tudományos módszer szócikket, és az itt szereplő Externalizmus fejezetet.
Meg kell jegyezni azt is, hogy még az internalista felfogás is elismeri, hogy a fent leírt tudományos módszer a természettudományoknál sem tökéletes, és a humán tudományokban sokkal kevésbé teljesül. Az internalizmus ezt kiküszöbölendő hibának tartja, és annak jeleként látja, hogy a társadalomtudományok nem annyira kiforrott tudományok, és emiatt nincs mód a módszer formális betartására.

### Externalizmus
A másik, externalista nézet szerint a tudomány működésében a fenti formális módszer nem lehet teljes, és a legtöbb esetben nem is tartják be, nem tartható be, vagy nem érdemes betartani. A módszer helyett döntőbb szerepe van bizonyos külső körülményeknek, nevezetesen az emberi társadalomnak, amelybe a tudomány be van ágyazva, illetve a tudományos közösségnek magának. A tudomány így egy történelmileg, intézményileg (ld. tudományszociológia) meghatározott szociális (ld. tudásszociológia) tevékenység, és a szociális elemek határozzák meg leginkább. Ezen nézet meghatározása a tudományra az lehetne, hogy a tudomány az, amelyet a tudományos intézmények, a közösség, a tudományos elit annak fogadnak el. Tudóssá pedig egy ember a közösségbe való befogadás rituáléja szerint lesz. Ezen irányzat szerint a tudomány kiemelt szerepe a megismerésben gyengébb, vagy egyáltalán nincs kiemelt szerepe, jobban hajlanak a relativizmus felé. Az irányzat követői a tudományfilozófia történeti vagy szociális iskoláit alkotják.
Ezen nézetek közötti ellentét, és a realizmus, racionalizmus és relativizmus közötti vita zajlik még manapság is, amelynek legextrémebb változata az ún. science wars.

## A tudomány és a tudományos eredmények alkalmazása
A különböző tudományon kívüli gyakorlati tevékenységek gyakran és természetesen szoros kapcsolatban vannak egy-egy tudományággal, így ezek a mindennapi szóhasználatban sajnos gyakran összemosódhatnak, ami számos félreértésre illetve finanszírozási és egyéb problémákra vezethet. A tudomány és a gyakorlati tevékenység közötti kapcsolat szorossága szempontjából érdemes néhány fogalmat áttekinteni:
- Alaptudományról, vagy alapkutatásról akkor beszélhetünk, ha a tudományos kutatói tevékenység középpontjában a Világegyetem adott tudomány által vizsgált szegmensének megismerése áll. A tevékenység optimalizálásakor ezen megismerési folyamat hatékonysága a legfőbb szempont. Az ilyen tudomány éppen ezért a valóban új ismeretek megszerzésének leghatékonyabb módja. Az alapkutatás eredményei közkinccsé kell hogy váljanak, mert kizárólag a kollektív megismerést mint kiemelkedő jelentőségű közérdeket szolgálják. Az alapkutatások finanszírozása a „köz” azaz a társadalom egészének érdeke és kiemelt feladata. (Példák: matematika, csillagászat, fizika, kémia, biológia, földrajztudomány, történettudomány…)
- Alkalmazott tudományról akkor beszélhetünk, ha egy tudományágról van szó, amely a Világegyetem egy olyan szegmensét vizsgálja, amely valamilyen gyakorlati tevékenység szempontjából kiemelkedően fontos. Az alkalmazott tudományra mindazok a kritériumok érvényesek, amelyek az alaptudományokra. Elvi értékbeli különbséget nem kell feltételezni. Az alkalmazott tudományok gyakran interdiszciplináris vagy multidiszciplináris jellegűek. A tevékenység optimalizálásakor a megismerés általános célja mellett az érintett gyakorlati tevékenység potenciális támogatása is fontos szempont. Ebből következően az ilyen kutatás ritkábban vezet alapvetően új felismerésekre, de gyakrabban vannak olyan eredményei, amelyek tudományon kívüli alkalmazására rövidebb idő alatt is sor kerülhet. Az alkalmazott kutatások eredményeit ugyanúgy publikálni kell, mert ugyanúgy közérdeket szolgálnak. Az ilyen kutatások finanszírozása szintén a „köz”, azaz a társadalom egészének érdeke és feladata, de e mellett csoportérdekeket is szolgálhat. (Példák: orvostudomány, mezőgazdaságtudomány, műszaki tudományok, …)
- A fejlesztés tudományos eredmények birtokában végzett magas szakmai színvonalú, de nem tudományos tevékenység. Célja nem a megismerés és ezáltal önmagában a „köz” szolgálata, hanem valamilyen gyakorlati tevékenység eljárásainak, módszereinek, anyagainak vagy eszközeinek javítása, a technológia vagy technika átalakítása. A fejlesztés lehet közérdekű, de szolgálhat szűk csoport- vagy magánérdekeket is, sőt lehet a köz érdekével ellentétes célú is. A fejlesztés finanszírozása annak az érdeke és feladata, aki a fejlesztés hasznából közvetlenül részesül. A fejlesztés támogatása akkor lehet állami feladat, ha az a tevékenység, amelyet szolgál szintén állami vagy állam által támogatandó tevékenység illetve közcél (például közegészségügy, közoktatás, környezet- és természetvédelem, közigazgatás, közbiztonság, igazságszolgáltatás stb.). A fejlesztést gyakran tudományos kutatók végzik, néha kutatói tevékenységük folyományaként, máskor a tényleges tudományos kutatás anyagi feltételeinek megteremtése céljából, vagy gyakran megélhetési okokból a helyett. (Példák: gyógyszerfejlesztés, növénynemesítés, információs rendszerek fejlesztése,…)
- Az innováció nem tudományos és nem fejlesztési tevékenység, bár mindkettővel szoros kapcsolatban állhat. Innováció alatt a fejlesztési eredmények gyakorlatba való bevezetését értjük. (Példák: új termék bevezetése, új technológia alkalmazása,…)
- A tudományos szakértői és szaktanácsadói tevékenység, tudományos képzettség birtokában és tudományos eredmények vagy módszerek felhasználásával végzett szolgáltatás. Nem tudomány, nem fejlesztés és nem is innováció, de ezek mindegyikével szoros kapcsolatban állhat. A szakértői tevékenység eredménye a szakvélemény. Szakvélemény csak szakértői vizsgálat eredményeként készíthető el. A szakértői vizsgálat módszertana tudományos módszertan, a tevékenység célja azonban nem új ismeretek szerzése általában, hanem kizárólag a megbízó (vagy hatósági kirendelő) által feltett konkrét kérdések megválaszolása. A tudományos szaktanácsadás kevésbé pontosan meghatározható szolgáltatás, lényege tudományos ismeretek közvetítése valamilyen konkrét gyakorlati kérdés kapcsán.(Példák: igazságügyi szakértői tevékenység, mezőgazdasági szaktanácsadás, orvosi és életmód tanácsadás stb.)
- A tudományos ismeretterjesztés szintén tudományos ismeretek közvetítése, de nem valamely megbízó számára (és nem valamely konkrét szituáció kapcsán), hanem a társadalom egészének érdekében. A tudományos ismeretterjesztés lényegében a közoktatás, oktatási rendszeren kívüli formája. Fontos szereplői az ismeretterjesztő szervezetek, orgánumok, tanfolyamok és a média. A tudományos ismeretterjesztés nem tudomány és nem kutatási tevékenység, de elsősorban a tudományos kutatók erkölcsi kötelessége, a hivatásos ismeretterjesztők és pedagógusok mellett. (Példák: Tudományos Ismeretterjesztő Társulat tanfolyamai, Élet és Tudomány, Természet Világa, Mindentudás Egyeteme, Wikipédia stb.)

## Új tudományos publikációs trendek
Különösen a XXI. század tudományos közegében vált rendkívül fontossá az időtényező, azaz az új felfedezések, innovációk, illetve korszakváltó teóriák vagy módszerek mielőbbi nyilvánosságra hozása.  A gyors közzétételt igénylő felfedezéseket, illetve a rövid terjedelemben kifejthető új kutatási eredményeket jellemzően folyóiratcikkben, és nem monográfiában publikálják. A folyóiratokban megjelenő közleményeknek az előnye a könyvekkel szemben, hogy többnyire nagyobb, szélesebb körű az olvasótáboruk, illetve az olvasottságuk. Ez különösen akkor fontos, ha aktuális kérdésekben a szerző szeretné megállapításait nemcsak gyorsan, de minél több olvasóhoz eljuttatni, különösen a döntéshozókhoz. Nem csekély jelentősége van az információterjesztési szokások változásának. Egyre fontosabbá válik a könnyű (internetes) hozzáférés biztosítása.

## A tudomány mint megismerő tevékenység
A legelső két nagy kategória az absztrakt tudományok és a tapasztalati tudományok. A tapasztalati tudományok empirikusak, és a valóság megismerését célozzák meg (a relativizmus a „valóság megismerése” kifejezés használatát vitatná). Az absztrakt tudományok csak elvont (tiszta) fogalmak közötti összefüggések megismerését célozzák meg, ilyen a matematika. A platonista filozófia a felosztást úgy értelmezheti, hogy a matematika az ideák világát tanulmányozza. A tapasztalati tudományokon belül elkülönítik a természeti és a társadalomtudományokat, valamint a bölcsészetet. A természettudományok a valóság azon jelenségeit kutatják, amelyekben az emberi társadalom nem játszik jelentős szerepet. A társadalomtudományok kifejezetten az emberi közösséggel kapcsolatos tudományok. A Bölcsészet ágai (például esztétika, etika) az ember különböző társadalmi szintű tevékenységeivel foglalkoznak.
Bizonyos nézetek a tudományt egységesnek tartják, és így egyet értenek a társadalomtudományok és bölcsészet alapvető empirikus voltában, vagy legalábbis abban, hogy ez kell hogy legyen a tudományos norma. Más nézetek szerint a társadalomtudományokat és a bölcsészetet alapvetően más módszer jellemzi, vagy módszertelenség, így tapasztalati tudománynak való besorolásuk vitatható.
A társadalomtudományokat, bölcsészeti területeket közös megjelöléssel humán tudományoknak nevezik, szembeállítva az élő- és élettelen természettudományokkal és azok alkalmazott ágaival, a reál tudományokkal. A kifejezetten az emberrel magával, mint biológiai és társadalmi lénnyel foglalkozó alap- és alkalmazott tudományok e két nagy szféra határán vannak (fizikai és kulturális antropológia, pszichológia, humánetológia, orvostudomány)
Ezen kategóriákon belül további osztályozásokat is szokás tenni.

### Absztrakt tudományok
- Matematika, tiszta matematika formájában, ami definíciókból, tételekből és bizonyításokból áll.
- Logika

### Természettudományok
- Alkalmazott matematika, mint a tudományos modellezés gyakorlati módszertana azaz a „természet könyvének nyelve”.
  - Számítástudomány (Számítógép-tudomány)
- Fizika
- Kémia
- Biológia
- Csillagászat
  - Asztrofizika
  - Űrkutatás
  - Kozmológia
- Földtudomány
  - Földrajztudomány
  - Geonómia
  - Geológia
  - Geofizika
  - Meteorológia és Klimatológia
  - Oceanográfia
  - Környezettudomány

### Társadalomtudományok
- Szociológia
- Közgazdaságtan
- Politikatudomány
- Kulturális antropológia

### Bölcsészettudományok
- Történettudomány
  - Művészettörténet
  - Tudománytörténet
  - Politikatörténet
  - Vallástörténet
  - Vallástudomány
  - Gazdaságtörténet
  - Régészet
- Pszichológia
- Néprajz
- Filozófia
- Nyelv- és Irodalomtudomány

### Alkalmazott tudományok

#### Alkalmazott élettudományok
- Egészségtudomány
  - Orvostudomány
    - Pszichiátria

  - Gyógyszertudomány
  - Testneveléstudomány
  - Táplálkozástudomány
- Mezőgazdaság-tudomány
  - Kertészettudomány
  - Erdészeti és erdőgazdálkodási tudomány
  - Vadászati és vadgazdálkodási tudomány
  - Növénytermesztéstan
  - Állattenyésztéstan
  - Állatorvostudomány
- Biotechnológia
- Élelmiszertudomány
- Természetvédelmi biológia
- Tájépítészet és tájökológia

#### Műszaki- és élettelen természettudományi területek
- Számítástechnika, és műszaki informatika
- Építészet és építőmérnöki tudományok
- Gépészeti tudományok
- Elektronika (Villamosmérnöki tudományok)
- Közlekedéstudomány
- Logisztika
- Térképészet és Geodézia
- Vegyészmérnöki tudomány
- Környezetvédelmi tudomány
- Anyagmérnöki tudomány
- Biomérnöki tudomány

#### Alkalmazott humántudományok
- Neveléstudomány
  - Összehasonlító pedagógia
  - Neveléstörténet
  - Neveléselmélet
  - Didaktika (oktatáselmélet)
  - Szociálpedagógia
- Alkalmazott pszichológia
  - Munkapszichológia
  - Reklámpszichológia
  - Marketing
  - Pedagógiai pszichológia
  - Kriminalisztika
- Vezetéselmélet,
- Alkalmazott gazdaságtudomány,
- Jogtudomány
- Kommunikáció-tudomány
- Könyvtár- és információtudomány

#### Alkalmazott multidiszciplínák
- Katonai tudomány azaz hadtudomány

### Interdiszciplináris tudományok
Léteznek a fenti beosztásba nem illeszthető, ún. interdiszciplináris (szakmaközi, határterületi) tudományok is. Ezek gyakran a tudományos kutatómunka legintenzívebben fejlődő, legtöbb lényeges és valóban új eredményt felmutató szakterületei. A határtudományok lehetnek
- szűkebb értelemben vett interdiszciplínák vagyis két klasszikus tudományág módszertani érintkezései, mint a
  - Asztrobiológia, a csillagászat és az élettudományok határterülete.
  - Biomatematika, a biológia és matematika határterülete. Magában foglalja a biometriát és a biostatisztikát is.
  - Biofizika, a biológia és fizika határterülete. Biológiai jelenségek fizikai módszerekkel történő kutatásával foglalkozik.
  - Biokémia, a biológia és kémia napjainkban gyorsan fejlődő határterülete.
  - Bioinformatika, a biológia és az informatika határterülete. Biológiai problémák informatikai vizsgálatával foglalkozó rohamosan fejlődő tudomány. Egyik kiemelkedően fontos kutatási területe a molekuláris bioinformatika, amely a biológiai információhordozó molekulák (nukleinsavak, fehérjék) szekvenciájának elemzésével foglalkozik. Másik fontos területe a szupraindividuális bioinformatika, amely az ökológiai rendszerek szimulációját és környezeti információs rendszerek komplex fejlesztését jelenti.
  - Kapcsolatháló-elemzés: A XXI. század elején a matematikai-statisztikai módszerek dinamikus fejlődése, és a gráfelméletek újra felfedezése ráirányította a természettudósok érdeklődését az emberi kapcsolatokra. A fizikusok, statisztikusok, pszichológusok, szociológusok termékeny együttműködése hozta létre ezt a már-már paradigmának tekinthető irányzatot. (Csaba Zoltán - Pál Judit, 2010) A kapcsolatháló-elemzés az egyének viselkedését mikro-, az egyének közötti kapcsolatokat és a köztük lévő interakciókat makroszinten vizsgáló tudományterület. (Stokman 2004). A leggyakrabban vizsgált társas kapcsolatok a kommunikáció, tanácsadás, befolyásolás, barátság, bizalmi kapcsolatok.
  - Fizikai kémia, kémiai folyamatokat, jelenségeket fizikai módszerekkel vizsgáló tudomány. A fizikai kémia körébe tartozik a termodinamika, reakciókinetika, elektrokémia, fotokémia, kolloidika.
  - Paleontológia azaz őslénytan, ami sajátosan biológiai és geológiai tudomány egyszerre. (Nem tipikus határtudomány, de mindkét tudományág joggal magáénak tekinti)
- multidiszciplínák vagyis olyan új ismeretrégiók, amely több (néha kifejezetten sok) független tudomány eredményeit ötvözik, egy meghatározott nézőpont érdekében, mint
  - Informatika, az informatikának van olyan ága, amely szinte a matematika absztrakcióját éri el, más részei teljesen mérnöki területek. A legtöbb alkalmazásközeli esetben pedig humán tudományok eredményeit is alkalmazza.
  - Kognitív tudomány, pszichológia, neurobiológia, matematikai határterület.
  - Antropológia, embertan, az egyik ága a társadalomtudományok, a másik a természettudományok része.
  - Vallástudomány, a vallás történeti, pszichológiai, szociális kérdéseit vizsgálja.
- transzdiszciplínák amelyek nagyon sok és nagyon különböző tudományágat egyesítenek, szintetizálnak és emelnek magasabb szintre, mint például az
  - urbanisztika, amely a települések, térségek életének, működésének, változásainak összefüggéseit tárja fel, azok fenntartható fejlesztésének megalapozása céljából, a földrajz, a társadalom- és gazdaságtudományok, a műszaki ismeretek számos részterületének ismeret- és eszköztárát alkalmazva, vagy a
  - humánökológia, amely a természet- és társadalom komplex összefüggéseit kutatja, felhasználva és új megvilágításba helyezve a biológia, geokémia, geofizika, földrajz, biomatematika, klimatológia, földtörténet, a mezőgazdasági és műszaki tudományok, pszichológia, szociológia, antropológia, közgazdaságtan, történettudomány, politikatudomány, nyelvtudományok, művészet- és kultúrtörténet, valamint a filozófiatörténet eredményeit is.

### Segédtudományok
A segédtudományok több tudománycsoportot ölelhetnek fel az adott tudomány részterületeként; pontosabban a segédtudományok olyan szakterületek, amelyek a tényleges tudományáguk fő kutatási irányától többé-kevésbé elkülönülten művelt szűk tudományos témákkal foglalkoznak. A segédtudományok művelésében gyakori jelenség a képzett tudósok és a hobbisták álláspontja, tudományos hipotézise közötti elképesztő különbség.
- Történelem segédtudományai: archontológia, diplomatika (oklevéltan), falerisztika (kitüntetéstan), heraldika (címertan), epigráfia (felirattan), genealógia, inszigniológia, kronológia, metrológia, numizmatika, paleográfia, papirológia, szfragisztika, történeti földrajz, történeti ikonográfia, vexillológia ()
- Biológia segédtudományai: muzeológia, nevezéktan, leíró természetrajz, fenetikus taxonómia, genetikai családfakutatás
- Bibliai segédtudományok (más néven előkészítő tudományok): „mindegyikére jellemző, hogy önállóan, azaz – főként – a társadalom-tudományokon belül »főtudományként« fungálnak elsősorban”. (Idézet) Ezek közé tartoznak a bibliai nyelvtudományok, archeológia, bibliai földrajz, bibliai bevezetés (izagógika), bibliai kortörténet, bibliai vallástörténet.

### Kérdéses besorolhatóságú ismeretterületek
- Matematika: Egyesek természettudománynak, mások társadalomtudománynak tartják, vannak, akik szerint „műszaki tudomány”; mások „absztrakt tudománynak” mondják. Galileo Galilei szerint nyelv, amelyen a természet könyve íratott. Sokak szerint önmagában nem tudomány, hanem a tudományos gondolkodás segédeszköze, de minden tudomány annál inkább tudomány, minél közelebb áll bizonyos, a matematikáról alkotott tudományfilozófiai elképzelésekhez (melyekben a jellemzőbb követelmények a deduktív jelleg, valamint a mennyiség- és mérésközpontúság). Matematikai módszereket bizonyos mértékben ma már minden tudomány alkalmaz a történettudománytól és a nyelvészettől kezdve az alkalmazott tudományokig. A matematika besorolása és mibenlétének eldöntése ma is élő tudományfilozófiai probléma.
- Jogtudomány, a hazai vagy nemzetközi joganyag önmagában nem tudomány, a jogelvek rendszere filozófiai és államelméleti kérdés, a jogtörténet vagy az összehasonlító jogtudomány viszont egyértelműen társadalomtudományok.
- Politikatudomány, a politikát egyesek, mint a hatalom megszerzésének és megőrzésének „tudományát”, mások mint a közügyekkel való törődést, azaz mint társadalmi tevékenységet tekintik. Ebben az értelemben egyik sem tudomány. Ha azonban a politikai jelenségek vizsgálatát, mint társadalomtudományi nézőpontot tekintjük, akkor valóban indokolt politikatudományról beszélni.

### Kérdéses tudományosságú ismeretterületek
Egy ismeretterület tudományossága kérdéses lehet abban az esetben, ha egy terület fejlettsége még nem érte el a tudomány szintet (proto-tudományok), vagy ha fejlett gondolati rendszerrel (elterjedtséggel, alkalmazással) rendelkezik ugyan, de a tudósok többsége szerint áltudomány. A két kategória megkülönböztetése gyakran nehéz, mert gyakran előfordul, hogy egy ígéretes proto-tudomány később nyilvánvaló áltudománnyá fejlődik.
- Feltehetőleg inkább proto-tudomány kategóriába esők:
  - Akupunktúra, alternatív medicina, amely a keleti hagyományos gyógyászat része, az orvostudományba való integrálódása napjainkban folyik.
  - Grafológia, a tudósok többsége szerint jelenlegi formájában és gyakorlatában nem felel meg a tudományosság kritériumainak, sok esetben visszaélések, megtévesztések eszköze.
  - Memetika, jelenleg proto-tudomány állapotban van
- Filozófia, csak egyesek szerint tudomány, viszont sokszor a bölcsészethez sorolják, de nevezték már a „tudományok tudományának” és a „teológia szolgálóleányának” is. Sokan tudományos igényességgel kifejtett világnézetnek tekintik. Filozófiából annyi van, ahány számottevő filozófus működött valaha is. A nemzetközileg elismertebb egyetemek filozófia szakain lényegében filozófiatörténetet, esetleg összehasonlító filozófiatörténetet tanítanak, ami viszont nyilvánvalóan tudomány. Egyes szakfilozófiai kérdések szorosan kapcsolódnak más tudományok tevékenységéhez.
- Teológia: szinte minden komolyabb vallásnak van saját teológiája, bár ezek eltérő kidolgozottságúak, így nehéz a teológiáról általában véleményt alkotni. A bibliakutatás a filológia része, az egyháztörténet a történelem része. Leginkább a filozófiával rokonítható, és a tudományosságával kapcsolatos problémák szinte teljesen megegyeznek a filozófiával kapcsolatosakkal.
- Gyakran áltudománynak tartott területek: lásd Áltudomány